# Hofanlage Sieben-Bösen-Weg 1
Die Hofanlage Sieben-Bösen-Weg 1 in Elsfleth-Moorriem, Bauerschaft Nordermoor, stammt vom Ende des 18. und vom 19. Jahrhundert.

Aktuell (2023) wird sie als Wohnhaus genutzt.
Die Gebäude stehen unter Denkmalschutz (siehe auch Liste der Baudenkmale in Elsfleth).

## Geschichte
Die Marschhufensiedlung Moorriem mit dem nördlichen Nordermoor erstreckt sich über etwa 16 Kilometer, wurde nach 1062 gegründet und erhielt im 14. Jahrhundert die heutige Struktur mit den schmalen, extrem langgestreckten Parzellen. Im Abstand von ca. 50 bis 100 Metern liegen westlich der Ortsstraße zahlreiche Hofstellen auf Wurten. Die Höfe Sieben-Bösen-Weg 1 bis 7 liegen weiter westlich von der Hauptstraße als die übrigen Höfe der Bauernschaft.
Die Hofanlage auf einer Wurt auf einem schmalen, sehr tiefen, baumbestandenen Grundstück besteht aus
- dem eingeschossigen giebelständigen Wohn- und Wirtschaftsgebäude vom Ende des 18. Jahrhunderts als Zweiständer-Hallenhaus in Fachwerk und Unterrähmgefüge mit Steinausfachungen, mit reetgedecktem, beim Wirtschaftsgiebel auf profilierten Knaggen vorkragendem Krüppelwalmdach und Niedersachsengiebel sowie der Grooten Door mit Rundbogen; die Traufwände und der Wohngiebel wurden in Backstein ersetzt,
  - südlicher Stallanbau am Wirtschaftsgiebel von 1885 in Fachwerk mit Krüppelwalmdach, Süd- und Westwand in Backstein erneuert,[2]
- der eingeschossigen giebelständigen Scheune aus der ersten Hälfte des 19. Jahrhunderts in teils verbohltem Fachwerk, teilweise mit Steinausfachungen, in Ankerbalkenkonstruktion und mit Walmdach,[3]
- der denkmalgeschützten mit Klinker gepflasterten Zufahrt zum Wohn- und Wirtschaftsgebäude[4]
- sowie weiteren nicht denkmalgeschützten Nebenanlagen.

Das Landesdenkmalamt befand: „… geschichtliche und städtebauliche Bedeutung … In ortstypischer Weise zeigen die Wirtschaftsgiebel der vier parallel stehenden Wohn-/Wirtschaftsgebäude – drei Hallenhäuser und ein Gulfhaus … die Parzellen … zeigen die baugeschichtliche Entwicklung und regionale Ausprägung des Hallenhauses, zu dem als Alternative im späten 19. Jh. das Gulfhaus friesischen Ursprungs hinzukam. … .“ 
Ähnlich sind die Hofanlagen von Nr. 5 und Nr. 7.